# تقنية الفمتو
تقنية الفمتو (بالإنجليزية: Femtotechnology)‏ هو مصطلح يستخدم من قبل بعض علماء المستقبل يشير إلى هيكلة أو التحكم بالمادة على نطاق الفمتو، قياسا على تكنولوجيا النانو وتقنية البيكو. وهذا ينطوي على تلاعب من بحالات الطاقة المستثارة على مستوى نواة الذرة (انظر متماكب نووي أو الايزومير النووية) لإنتاج مادة شبه مستقرة (أو مستقرة) لإنتاج مواد لها خواص غير معتادة.

## اقرأ أيضاً
- احمد زويل
- تقنية البيكو